# OR5C1
OR5C1 (англ. Olfactory receptor family 5 subfamily C member 1) – білок, який кодується однойменним геном, розташованим у людей на короткому плечі 9-ї хромосоми. Довжина поліпептидного ланцюга білка становить 320 амінокислот, а молекулярна маса — 34 991.
| 10         |  | 20         |  | 30         |  | 40         |  | 50         |
| ---------- |  | ---------- |  | ---------- |  | ---------- |  | ---------- |
| MNSENLTRAA |  | VAPAEFVLLG |  | ITNRWDLRVA |  | LFLTCLPVYL |  | VSLLGNMGMA |
| LLIRMDARLH |  | TPMYFFLANL |  | SLLDACYSSA |  | IGPKMLVDLL |  | LPRATIPYTA |
| CALQMFVFAG |  | LADTECCLLA |  | AMAYDRYVAI |  | RNPLLYTTAM |  | SQRLCLALLG |
| ASGLGGAVSA |  | FVHTTLTFRL |  | SFCRSRKINS |  | FFCDIPPLLA |  | ISCSDTSLNE |
| LLLFAICGFI |  | QTATVLAITV |  | SYGFIAGAVI |  | HMRSVEGSRR |  | AASTGGSHLT |
| AVAMMYGTLI |  | FMYLRPSSSY |  | ALDTDKMASV |  | FYTLVIPSLN |  | PLIYSLRNKE |
| VKEALRQTWS |  | RFHCPGQGSQ |  |            |  |            |  |            |

A: Аланін

C: Цистеїн

D: Аспарагінова кислота

E: Глутамінова кислота

F: Фенілаланін

G: Гліцин

H: Гістидин

I: Ізолейцин

K: Лізин

L: Лейцин

M: Метіонін

N: Аспарагін

P: Пролін

Q: Глутамін

R: Аргінін

S: Серин

T: Треонін

V: Валін

W: Триптофан

Кодований геном білок за функціями належить до рецепторів, g-білокспряжених рецепторів, білків внутрішньоклітинного сигналінгу. 
Локалізований у клітинній мембрані, мембрані.